# Валентинув (Великопольське воєводство)
Валентинув (пол. Walentynów) — село в Польщі, у гміні Рашкув Островського повіту Великопольського воєводства.
Населення — 225 осіб (2011).

## Демографія
Демографічна структура станом на 31 березня 2011 року:
|          | Загалом | Допрацездатний вік | Працездатний вік | Постпрацездатний вік |
| -------- | ------- | ------------------ | ---------------- | -------------------- |
| Чоловіки | 120     | 28                 | 78               | 14                   |
| Жінки    | 105     | 23                 | 59               | 23                   |
| Разом    | 225     | 51                 | 137              | 37                   |